# K. Sint-Truidense VV
K. Sint-Truidense V.V. (celým názvem Koninklijke Sint-Truidense Voetbalvereniging, česky Královský fotbalový klub Sint-Truidense) je belgický fotbalový klub z města Sint-Truiden, který působí v belgické nejvyšší soutěži. Klub byl založen v roce 1924 a svoje domácí utkání hraje na stadionu Stayen s kapacitou 11 250 diváků.

## Úspěchy
1× vítěz belgického ligového poháru (1999)